# Tolstí
Tolstí nebo Tolští (rusky Толстые / Tolstyje, česky doslova „Tlustí“. Příjmení mužského člena rodu je Толстой / Tolstoj) je rozvětvený ruský šlechtický rod, jehož světově významným členem byl spisovatel Lev Nikolajevič Tolstoj (1828–1910).

## Původ rodu
Původem jde o rod nižší moskevské šlechty, jenž za svého předka považoval legendárního litevského šlechtice Idrise, který údajně dorazil v čele 3000 mužů ze Svaté říše římské v polovině 14. století.
Diplomat Pjotr Andrejevič Tolstoj (1645—1729) získal titul hraběte.
K dalším významným představitelům rodu patří dále například generálové Pjotr Alexandrovič Tolstoj (1761–1844) a Alexandr Ivanovič Osterman-Tolstoj (1770–1857), kteří bojovali proti Napoleonovi, výtvarník Fjodor Petrovič Tolstoj (1783–1873) a další spisovatelé Alexej Nikolajevič Tolstoj (1883–1945) a jeho vnučka Taťjana Tolstá (*1951).